# Trochomorpha contigua
Trochomorpha contigua é uma espécie de gastrópode  da família Zonitidae.
É endémica da Micronésia.